# Ancepaspis novemdentata
Ancepaspis novemdentata är en insektsart som beskrevs av Ferris 1921. Ancepaspis novemdentata ingår i släktet Ancepaspis och familjen pansarsköldlöss. Inga underarter finns listade i Catalogue of Life.